# Jimmy Jam a Terry Lewis
James Samuel „Jimmy Jam“ Harris III (* 6. června 1959 Minneapolis, Minnesota) a Terry Steven Lewis (* 24. listopadu 1956 Omaha, Nebraska) jsou tým amerických R&B a popových skladatelů a hudebních producentů. Tento tým již od dob osmdesátých let zažívá velký úspěch, v současnosti s Janet Jacksonovou.
Tento pár se potkal na střední škole a již brzy vytvořili R&B/funk skupinu s názvem Flyte Tyme, která se brzy vyvinula v The Time. S kapelou the Time spolupracovali na čtyřech albech (The Time, What Time Is It? a Pandemonium). Toto duo se podílelo na popularizaci bicího automatu TR-808.

## Diskografie
- The Time
- The Time (1981)
- What Time Is It? (1982)
- Pandemonium (1990)
- Produce
- Klymaxx – Girls Will Be Girls (1982)
- S.O.S. Band – S.O.S. Band III (1982)
- S.O.S. Band – On the Rise (1983)
- S.O.S. Band – Just the Way You Like It (1984)
- Alexander O'Neal – Alexander O'Neal (1985)
- S.O.S. Band – Sands of Time (1986)
- Janet Jacksonová – Control (1986)
- Alexander O'Neal – Hearsay (1987)
- New Edition – Heart Break (1988)
- Janet Jacksonová – Janet Jackson's Rhythm Nation 1814 (1989)
- Karyn White – Ritual of Love (1991)
- Janet Jacksonová – janet (1993)